# Övre Abborrtjärnen (Stora Tuna socken, Dalarna)
Övre Abborrtjärnen är en sjö i Borlänge kommun i Dalarna och ingår i Dalälvens huvudavrinningsområde.